# آشخادار
آشخادار (ارمنی: Աշխադար؛ نیمه دوم سده اول و نیمه اول سده دوم میلادی – درگذشته ?۱۱۳) یکی از پادشاهان دودمان آرشاکونی بود.